# Inverigo
Inverigo – miejscowość i gmina we Włoszech, w regionie Lombardia, w prowincji Como.
Według danych na rok 2004 gminę zamieszkiwało 7959 osób, 884,3 os./km².